# 利翁戈特山
利翁戈特山（Llongote），是秘魯的山峰，位於該國中南部利馬大區，處於庫圖尼山以南、瓦伊納庫圖尼山和瓦斯卡科查湖東南面，屬於安第斯山脈的一部分，海拔高度5,780米。